# Diandongosaurus acutidentatus
Il diandongosauro (Diandongosaurus acutidentatus) è un rettile acquatico estinto, appartenente ai saurotterigi. Visse nel Triassico medio (Anisico, circa 244 milioni di anni fa) e i suoi resti fossili sono stati ritrovati in Cina.

## Descrizione
Questo animale è noto per uno scheletro completo, rinvenuto nella formazione Guanling della Contea di Luoping (provincia di Yunnan, Cina). Questo animale, lungo una trentina di centimetri, mostra caratteristiche miste tra i notosauri (come Simosaurus e Nothosaurus) e i pachipleurosauri (come Dactylosaurus e Neusticosaurus).  Come questi ultimi, Diandongosaurus possedeva un muso non ristretto, una regione preorbitale più lunga di quella postorbitale e una finestra sopratemporale più piccola dell'orbita. Tuttavia, la dentatura richiama quella dei notosauri, con la presenza di grandi denti anteriori sporgenti, e una o due zanne mascellari. Al contrario di gran parte dei saurotterigi basali, Diandongosaurus possedeva alcune caratteristiche evolute, come il prefrontale e il postfrontale che si incontravano lungo il margine dorsale dell'orbita, il ramo discendente dell'osso squamoso in contatto con il condilo articolare del quadrato e le prime costole caudali più lunghe delle costole sacrali.

## Classificazione
Diandongosaurus acutidentatus è stato descritto per la prima volta nel 2011, e le sue caratteristiche miste hanno impedito ai paleontologi di poter classificare chiaramente l'animale all'interno di un gruppo già noto. Un'analisi filogenetica ha indicato che Diandongosaurus non era né un pachipleurosauro né un notosauro; potrebbe essere il sister group di un clade comprendente anche l'altrettanto enigmatico Wumengosaurus, i notosauri e i pachipleurosauri. In ogni caso, la scoperta di Diandongosaurus sottolinea la notevole diversificazione e la grande incertezza nella classificazione dei numerosi saurotterigi basali del Triassico.